# Giovanni Giannini
Giovanni Giannini, all'anagrafe Giovanni Andrea Ansano Giannini (Tereglio, 1º dicembre 1793 – Tereglio, 28 marzo 1871), è stato un botanico e medico italiano.

## Biografia

### Studi e attività medica
Figlio del capitano Antonio Maria Giannini e di Anna Maria di Domenico Barsanti di Gioviano, Giovanni Giannini lascia Tereglio, piccola località dello Stato lucchese alle falde dell Appennino, per studiare all'istituto San Frediano di Lucca. La condizione benestante della famiglia gli consente poi di seguire i corsi di anatomia, chirurgia ed ostetricia presso l'Università di Pisa e successivamente di iscriversi alla facoltà di medicina dell'Università di Bologna, ottenendo la laurea nel 1820 e la convalida del titolo con l'autorizzazione ad esercitare la professione da parte del Reale liceo lucchese nel marzo del 1821. Sempre nel 1821, il 18 giugno, decide di imbarcarsi per la Tunisia, dove ottiene l'abilitazione per l'esercizio della professione medica e, dopo un breve rientro a Tereglio per la morte del padre avvenuta nel 1822 seguito da un nuovo trasferimento a Tripoli e Bengasi come ufficiale sanitario di Goletta: nel febbraio del 1822 era stato nominato con decreto del governo del Bey medico sanitario dell ufficio della Goletta. Nel 1823 fece ritorno definitivamente in patria: a Livorno e quindi al suo paese nativo e infine si trasferisce con la moglie Maria Felice di Michele Pierotti a Lucca. 

### Il Giannini botanico
I suoi interessi, attestati da una serie di ricerche che il Giannini avrebbe svolto nel periodo trascorso in Africa, sono ormai orientati principalmente agli studi di botanica. Negli anni successivi, si dedica alla traduzione dei tre volumi del Journal d'un voyage a Temboctou e a Jennè dans l'Afrique centrale di Renè Caillie, editi a Parigi nel 1830, ed alla raccolta di testi e documenti di storia locale. Ma soprattutto è dedito allo studio sistematico della flora appenninica ed apuana,  raccogliendo le piante che vi crescono spontanee, e ben volentieri faceva parte delle sue ricche raccolte ai botanici che gliene facevano domanda, partecipando attivamente al dibattito scientifico e accumulando le collaborazioni con il mondo accademico. Dal 1838, infatti, Giovanni Andrea Giannini mantiene costanti rapporti con alcuni tra i più noti botanici italiani; ne è testimone il ricco carteggio in cui compaiono, tra gli altri, Antonio Bertoloni e Paolo Savi, docenti di botanica presso le università di Bologna e Pisa, Bernardino Puccinelli, Attilio Tassi e Cesare Bicchi, succedutisi alla direzione dell'Orto Botanico di Lucca dagli inizi dell'800 fino a fine secolo, e botanici di grande fama quali Filippo Parlatore, Teodoro Caruel ed Odoardo Beccari. Predispone inoltre due importanti erbari, il primo costituito da circa 1 200 specie –ereditato dal nipote Adriano e da lui donato al Caruel per poi essere conservato presso il dipartimento di scienze botaniche dell'Università di Pisa– ed un secondo erbario più corposo che raccoglie 5 200 esemplari di specie toscane, acquistato dal prof. Corrado Bocaccini e donato nel 1902 dalla sorella Bice al Regio liceo di Cuneo. Oltre agli erbari, ha lasciato un catalogo delle piante appennine, inserito nell'opera di Alessandro Carina intitolata Sulle condizioni fisiche meteorologiche e igieniche dei Bagni di Lucca.
Trasferitosi nel 1852 nell'antico borgo di Valdottavo, Giannini farà ritorno a Tereglio nel 1869 dopo la scomparsa della moglie, dove morirà il 28 marzo del 1871 per congestione cerebrale e nel cui cimitero è sepolto.

## Archivio
La documentazione appartenuta a Giovanni Andrea Giannini è conservata all'interno del legato Giannini costituito da 78 unità comprendenti anche il carteggio, gli scritti e parte della biblioteca di Giovanni Giannini (II metà XIX - 1939), le carte di famiglia (XVI - XX) ed una serie di documenti pertinenti all'archivio parrocchiale e a quello della comunità di Tereglio (secoli XVI-XIX). Il fondo è conservato dall'Archivio di Stato di Lucca. Parte della documentazione conservate all'interno delle buste è stata raccolta dallo stesso Giovanni Andrea e dal nipote Adriano ed ordinata successivamente dal testatore. 
Le carte pertinenti a Giovanni Andrea Giannini sono pervenute all'Archivio di Stato nel settembre 1940 mediante lascito testamentario del pronipote Giovanni che le destinava al suddetto istituto assieme al proprio archivio, alle carte familiari e ad una serie di manoscritti e documenti riguardanti la storia del paese di Tereglio e del territorio lucchese.
Le lettere di Giovanni Andrea Giannini, destinate con disposizione testamentaria all'Orto botanico di Lucca, vennero consegnate nel 1871 dal nipote Adriano a Cesare Bicchi direttore del suddetto istituto dal 1860 al 1906 che le ha conservate nel suo archivio personale. Nel 1960 l'archivio di Cesare Bicchi, e con esso il carteggio Giannini, è stato donato all'Archivio di Stato dal Lions Club di Lucca in seguito all'acquisto del fondo dalle figlie dell'avv. Pietro Nocchi, esecutore testamentario del Bicchi e beneficiario di alcuni beni tra cui le carte d'archivio da lui prodotte e conservate.